# Pavillon des érudits
Le Pavillon des érudits (en anglais : Scholars Pavilion ou Scholars Chartagi) est un monument offert par la République islamique d'Iran au Bureau des Nations unies à Vienne. L'architecture du monument est une combinaison d'architecture islamique et d'architecture achéménide.
Il se présente sous la forme d'un temple du feu (tchahartagh) reposant sur des colonnes de motif achéménide, qui abrite les statues de quatre scientifiques persans célèbres, Omar Khayyam, Al-Biruni, Rhazès et Avicenne.
Conçu par l'ingénieur iranien Alireza Nazem Alroaya, et construit par Sadeh Architecture City Construction, le monument a été remis au Bureau de l'ONU en juin 2009 à l'occasion des développements pacifiques de l'Iran en science,.

## Galerie

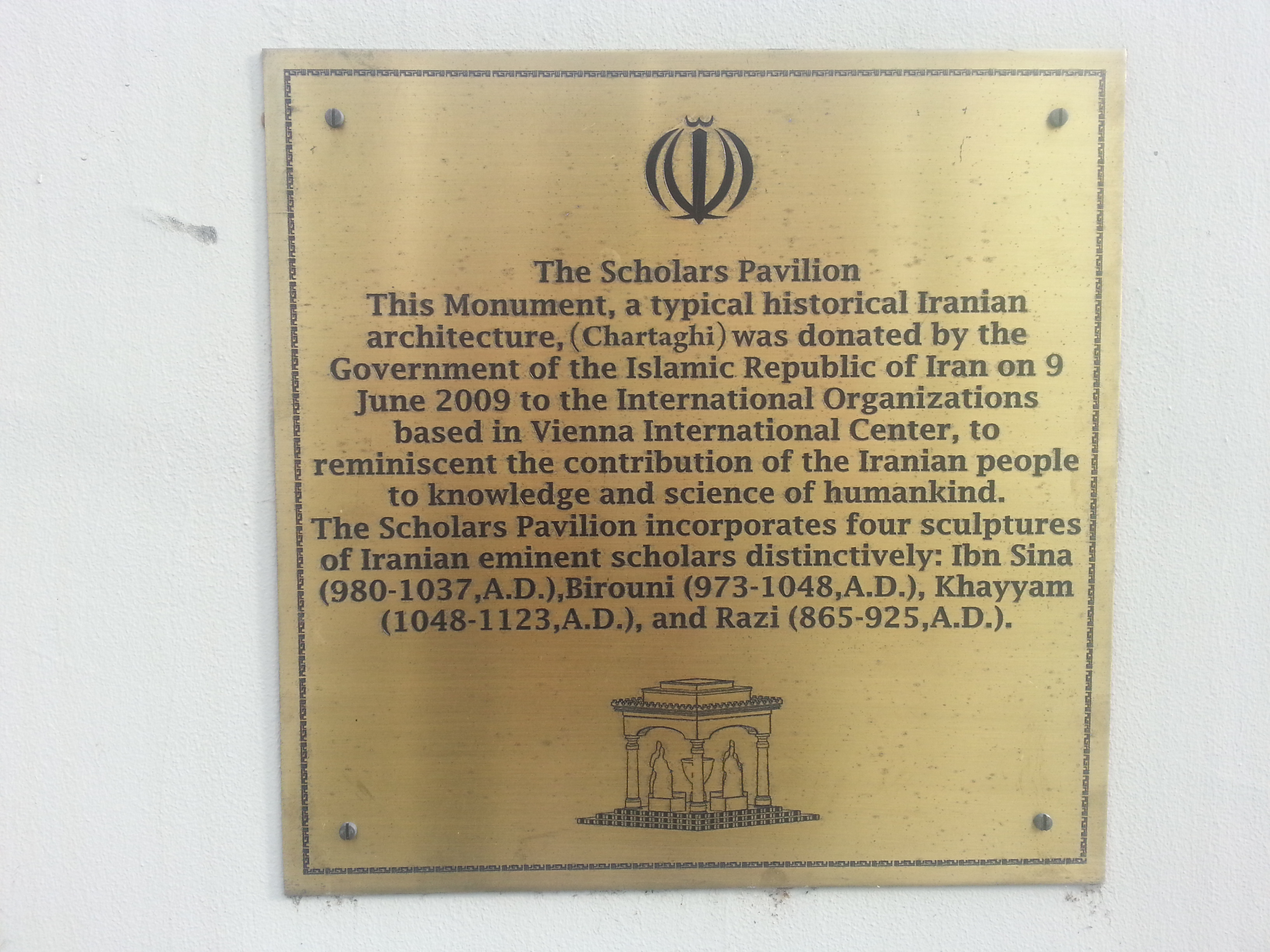
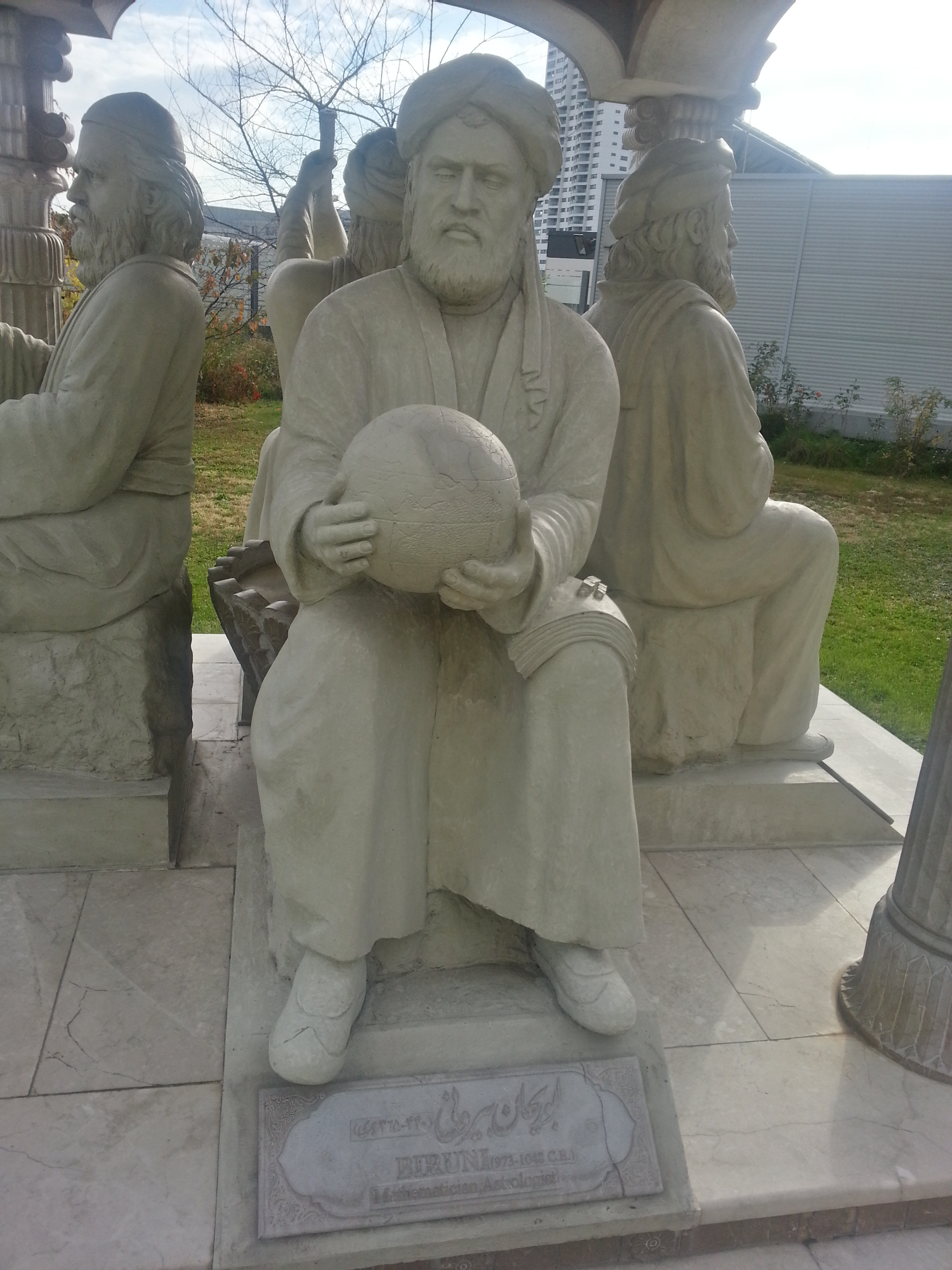
Al-Biruni.
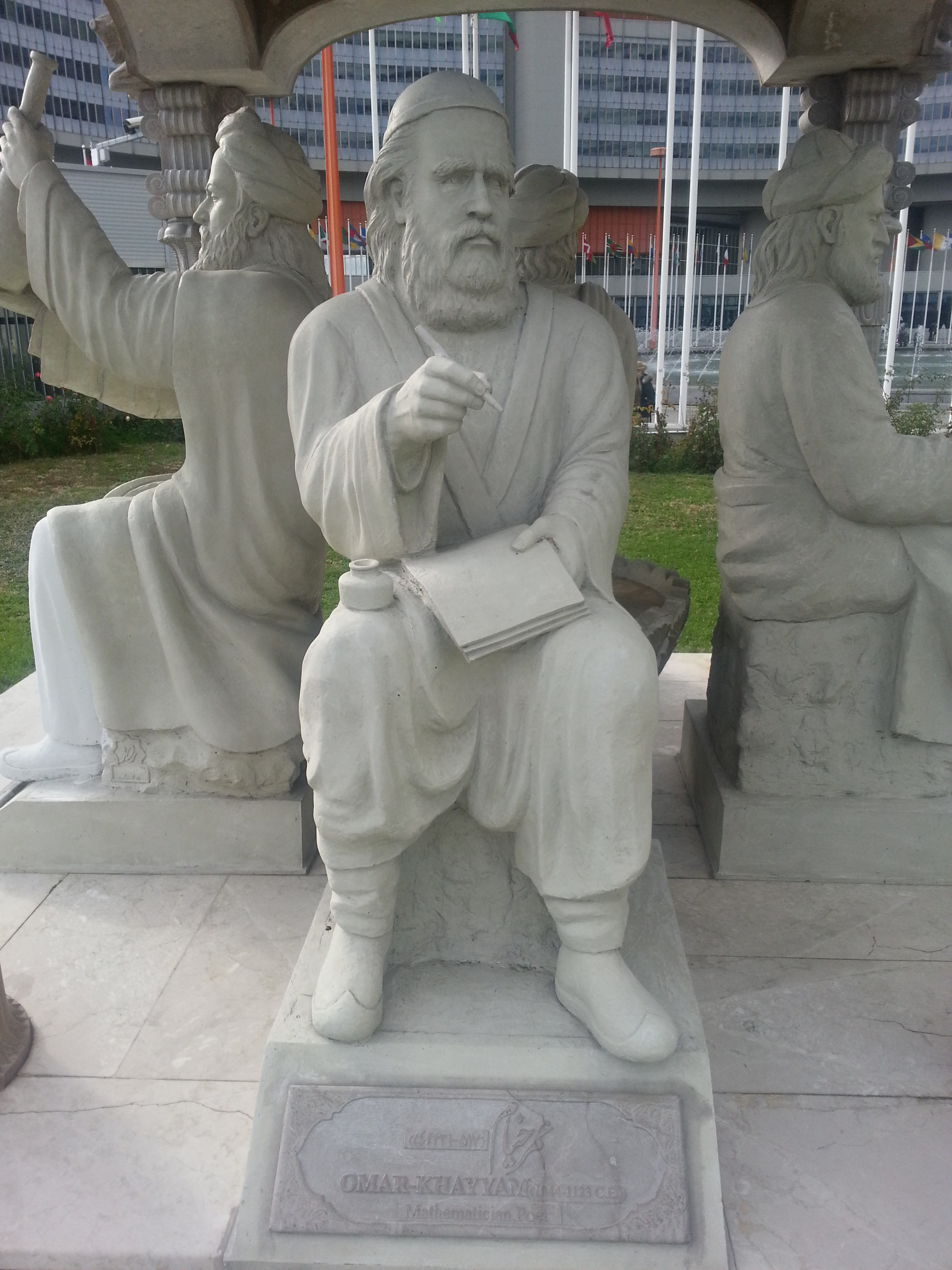
Omar Khayyam.
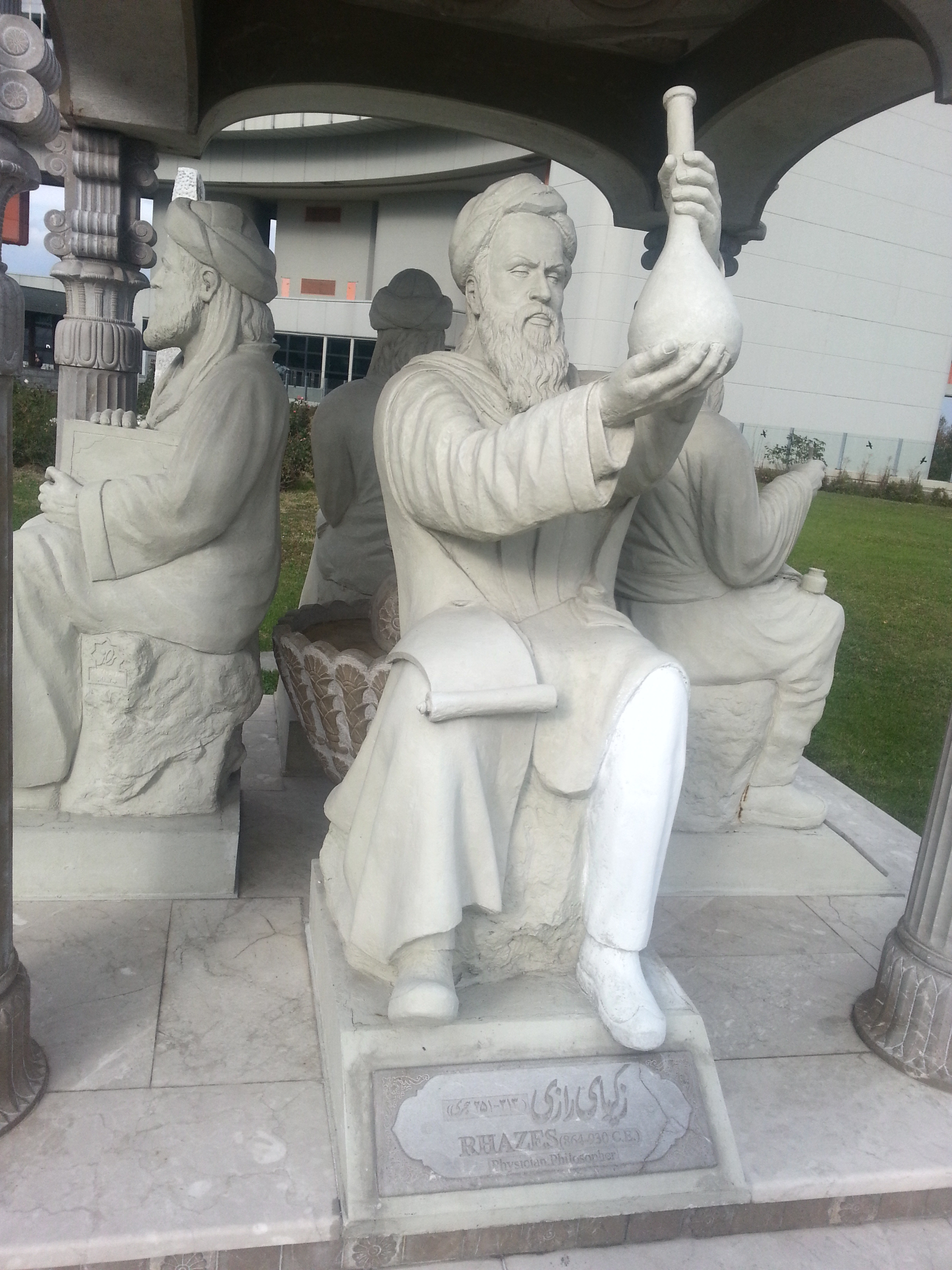
Rhazès.
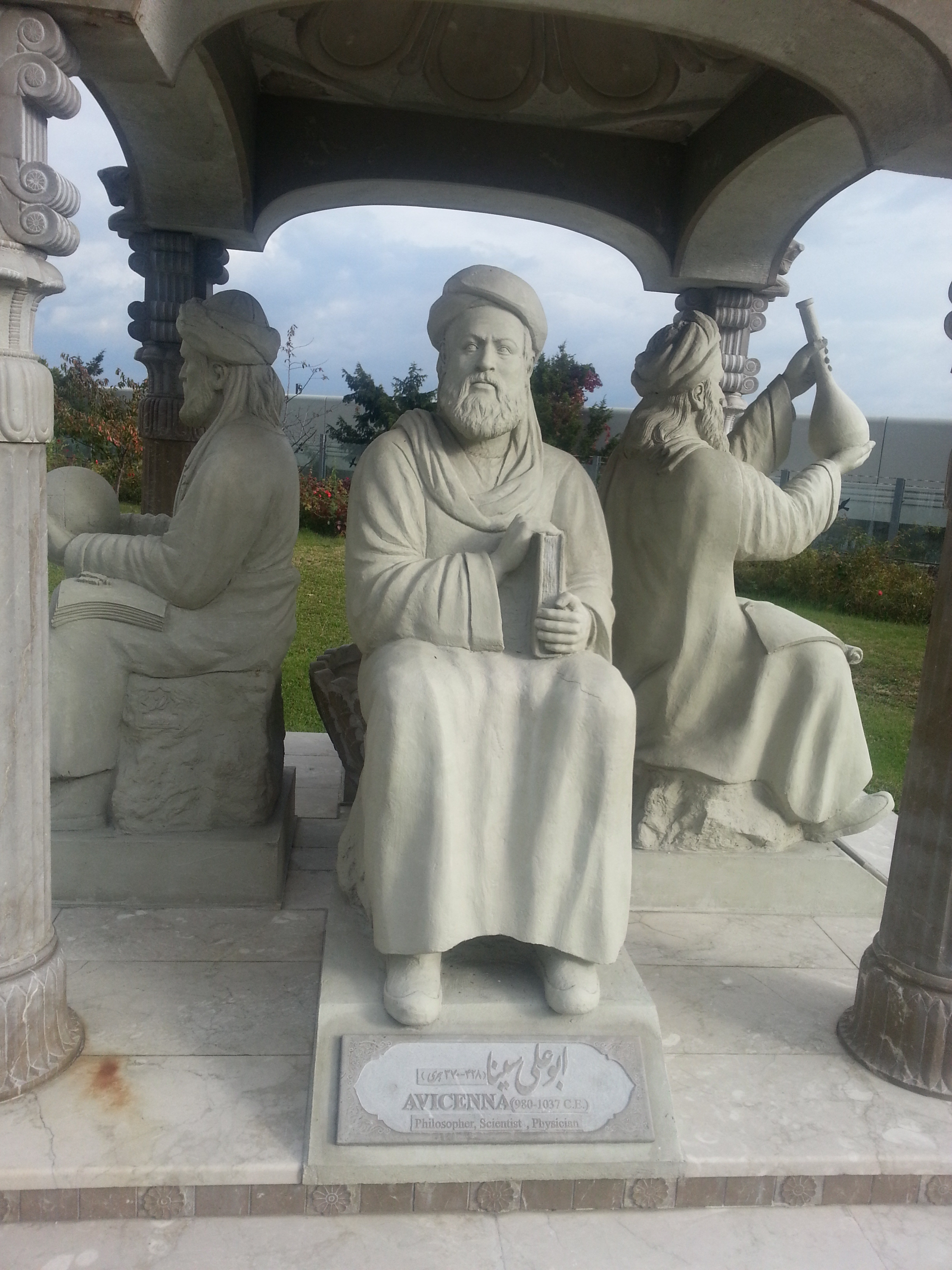
Avicenne.